# Dunia Aku Punya
Dunia Aku Punya („świat jest mój”) – debiutancki album nagrany przez Anggun w 1986 roku. Album w całości wykonany w ojczystym języku piosenkarki, czyli po indonezyjsku. Piosenkarka liczyła sobie 12 lat.

## Lista utworów
1. Tegang
2. Sibuk
3. Dunia Aku Punya
4. Tik Tak Tik Tuk
5. Perdamaian
6. Tante Cerewet
7. Kawan Lama
8. Dari Seorang Wanita
9. Ganti-Gantian
10. Gadis Penari
11. Garudaku